# كورت هيلد
كورت كلابر (بالألمانية: Kurt Kläber) كان كاتب يهودي ولد بألمانيا في 4 نوفمبر 1897 وتوفي في 9 ديسمبر 1959 في سويسرا. نزح كلابر من ألمانيا خلال الحرب العالمية الثانية وكان ينشر مؤلفاته باسم كورت هيلد (بالألمانية: Kurt Held).

## كتبه
- Die Barrikaden an der Ruhr
- Die rote Zora und ihre Bande
- Der Trommler von Faido
- Matthias und seine Freunde
- Giuseppe und Maria
- Mein Bruder Georg

## روابط خارجية
- كورت هيلد على موقع IMDb (الإنجليزية)
- كورت هيلد على موقع ألو سيني (الفرنسية)
- كورت هيلد على موقع ميوزك برينز (الإنجليزية)
- كورت هيلد على موقع أول موفي (الإنجليزية)
- كورت هيلد على موقع ديسكوغز (الإنجليزية)
- كورت هيلد على موقع قاعدة بيانات الفيلم (الإنجليزية)
- كورت هيلد على موقع كينوبويسك (الروسية)